# Louis Le Duff
Louis Le Duff, né le 1er août 1946 à Cléder (Finistère), est un entrepreneur et milliardaire français, fondateur du Groupe Le Duff, qui comporte des enseignes de restauration et d'alimentation — Brioche dorée, Del Arte, Bridor, Le Fournil de Pierre, La Madeleine, etc. — ainsi que les Éditions GLD. En 2020, sa fortune est évaluée à 2,1 milliards d'euros, faisant de lui la 47e fortune française selon le magazine Challenges.

## Biographie
Né de parents maraîchers à Cléder dans une famille bretonnante, il suit des études de commerce à l'Institut de Gestion de Rennes, à l'École supérieure des sciences commerciales d'Angers (ESSCA) et à l'université de Sherbrooke, au Québec. Il commence ensuite une carrière d'enseignant à l’École supérieure de commerce de Rouen en 1974 en tant que professeur assistant. De 1976 à 1980, il devient maître assistant puis maître de conférences à l’université de Rennes I.
En 1976, il crée l’enseigne Brioche dorée, un réseau de points de vente de brioches et autres produits boulangers. Il est aujourd’hui à la tête du Groupe Le Duff implanté en France et à l’étranger. En 2013, ce groupe compte plus de 1 260 restaurants et boulangeries sur quatre continents (Europe, Amérique, Afrique, Asie), 17 500 salariés, cinq usines de production et réalise 1,51 milliard d’euros de chiffre d’affaires.
Louis Le Duff est membre du Conseil des entrepreneurs, du Club des Trente et de l'Institut de Locarn, deux organismes bretons.
Docteur en sciences de gestion et auteur d'une thèse sur Les effets de levier de la franchise,, il publie également sept livres édités par son groupe :
- Créer votre entreprise… Réussir en toute franchise (Éditions GLD).
- Entreprendre et réussir - 3 guides pratiques : Créateur, Auto-entrepreneur, Franchisé, coécrit avec Hervé Novelli (Éditions GLD, octobre 2009).
- Les meilleures recettes des meilleurs ouvriers de France (volume 1&2) (Éditions GLD, 1er novembre 2009 / 1er novembre 2010)
- Entreprendre et réussir - Enfin patron !, coécrit par Hervé Novelli et Louis Le Duff (Éditions GLD, 1er novembre 2009)
- Les meilleurs cocktails des meilleurs ouvriers de France barmen (Éditions GLD, 1er novembre 2012)
- Italie gourmande (Éditions GLD, 1er novembre 2012)

## Fortune
|      | Fortune en milliards d'euros | Classement parmi les fortunes françaises |
| 2012 | 0,65                         | 63                                       |
| 2017 | 2,0                          | 46                                       |
| 2020 | 2,1                          | 47                                       |

## Prix et récompenses
- Entrepreneur de l’année en 1995 (magazine Entrepreneur)
- Entrepreneur de l'année 2011[9]

## Décorations
- Chevalier de la Légion d'honneur (2012)[10]
- Chevalier de l'ordre national du Mérite
- Commandeur de l'ordre du Mérite agricole (2024)[11]